# José María Sobral
Alférez de Navío José María Sobral (Gualeguaychú, 14 aprile 1880 – Buenos Aires, 14 aprile 1961) è stato un militare, scienziato ed esploratore argentino.
La spedizione Nordenskjöld-Larsen, sulla rotta per l'Antartide, fa tappa a Buenos Aires alla fine del 1901. Otto Nordenskjöld, leader della missione, domanda al governo argentino rifornimenti ed il permesso per effettuare una serie di studi meteorologici, biologici, geologici e geodetici.
Il governo fornisce tutta l'assistenza necessaria, a patto però che venga consentito al sottotenente di marina Sobral di unirsi alla missione.
Sobral sale così a bordo dell'Antarctic e raggiunge l'isola Snow Hill (mare di Weddell) dove è previsto che trascorra l'inverno del 1902 con altri membri della spedizione. Sfortunatamente però l'Antartic, al comando del capitano Carl Anton Larsen, viene stritolata dai ghiacci ed affonda. Il gruppo è costretto a restare sull'isola un altro inverno senza possibilità di comunicare con il resto del mondo, compreso l'equipaggio superstite della nave, che ha trovato rifugio sull'isola Paulet. Soltanto un anno dopo la corvetta argentina Uruguay porterà in salvo i due gruppi di superstiti.

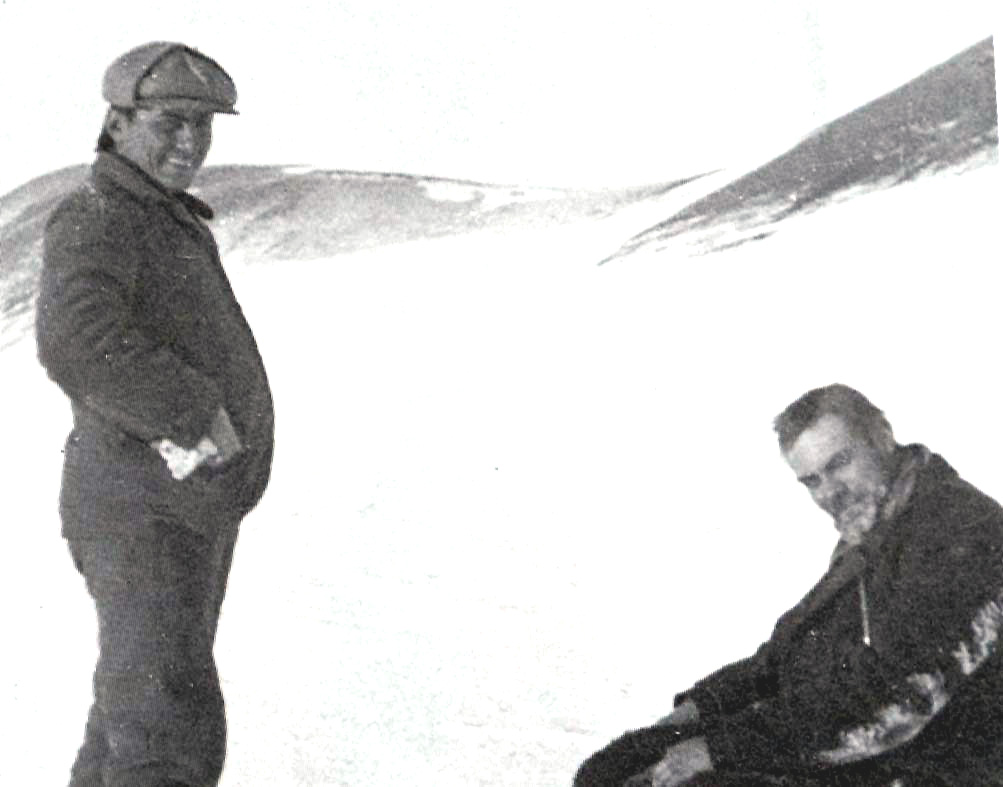
Sobral (a sinistra) e Otto Nordenskjöld.

Al ritorno in Argentina Sobral lascia l'esercito e va in Svezia dove studia geologia all'università di Uppsala, dove consegue il dottorato nel 1913. Nel 1906 ha intanto sposato al svedese Elna W. Klingström da cui ha 9 figli.
Nel 1914 ritorna in Argentina dove lavora sino al 1924 nel capo della mineralogia e dell'idrologia. Nel 1930 è nominato console in Norvegia, ma ritorna in Argentina l'anno seguente per lavorare presso la compagnia petrolifera nazionale YPF. Va in pensione del 1935 ma continua a viaggiare per l'Argentina per tenere lezioni di geologia sino al 1961, quando si spegne a Buenos Aires.
Sobral ha scritto numerosi libri sull'esercito, sulle relazioni diplomatiche cile-argentina, sulla geologia e sulle sue avventure in Antartide. In argentina è considerato padre dell'Antartide argentina, ed un eroe nazionale.
La base estiva argentina Sobral costruita nel 1965 a 81°05′S 40°00′W nella terra Edith Ronne (barriera Filchner) porta il suo nome. Inoltre l'Argentina ha emesso un francobollo con l'immagine di Sobral e dell'isola Snow Hill nel 1975.